# Look into the Future
Albums de Journey
Journey
(1975) Next
(1977)
Look into the Future est le second album studio du groupe rock américain, Journey, paru en janvier 1976 sur le label Columbia Records. Cet album est considéré plus proche du rock progressif que le premier (Journey, 1975), grâce à des moyens financiers plus importants. Le groupe reprend une chanson des Beatles tirée de l'album Yellow submarine, à savoir It's All Too Much composée par George Harrison. Le guitariste rythmique George Tickner a quitté après le premier album, le groupe se retrouve donc à 4 musiciens, il est tout de même crédité sur deux chansons de cet album mais sans avoir joué sur aucune d'entre elles.

## Pistes
- 1 : It's All Too Much : George Harrison (1969)  00:00
- 2 : On a saturday nite - Gregg Rolie : 4:01
- 3 : Anyway : Rolie : 3:13
- 4 : She Makes Me (Feel Alright) : Alex Cash, Rolie, Neal Schon
- 5 : You're on Your Own : Rolie, George Tickner, Schon : 5:55
- 6 : Look into the Future : Diane Valory, Rolie, Schon : 8:13
- 7 : Midnight Dreamer : Rolie, Schon : 5:14
- 8 : I'm Gonna Leave You : Schon, Rolie, Tickner : 7:01

## Membres (1976)
- Gregg Rolie (chant, claviers)
- Neal Schon (guitare)
- Ross Valory (basse)
- Aynsley Dunbar (batterie)